# Otto Rasenack
Otto Friedrich Wilhelm Rasenack (* 27. Mai 1899 in Malchow; † 14. Mai 1976 in Paderborn) war ein deutscher Tierarzt und Schlachthofexperte.

## Leben
Otto Rasenack wurde als Sohn des Oberlehrers Richard Rasenack geboren. Am Ersten Weltkrieg nahm er als Kriegsfreiwilliger im Großherzoglich Mecklenburgischen Füsilier-Regiment „Kaiser Wilhelm“ Nr. 90 in Rostock und später als Fähnrich im 3. Oberschlesischen Infanterie-Regiment Nr. 62 in Cosel teil. Nach Kriegsende kämpfte er im Grenzschutz Ost. Im Herbst 1923 nahm er nochmals an den Kämpfen in Limburg an der Lahn gegen separatistische Freibündler teil.
Rasenack begann zum Sommersemester 1920 das Studium an der Tierärztlichen Hochschule Berlin und wurde Mitglied des Corps Franconia Berlin. Im Wintersemester 1921/22 setzte er das Studium der Veterinärmedizin an der Universität Gießen fort und schloss sich dem Corps Hubertia Gießen an. Im Dezember 1923 erhielt er in Gießen die tierärztliche Approbation. Zunächst als praktischer Tierarzt tätig wurde er im Januar 1925 an der Universität Gießen zum Dr. med. vet. promoviert.
Im Februar 1925 wurde Rasenack Assistent beim Tierseuchenamt Breslau. Im folgenden November wechselte er zum Tierseuchenamt Kiel. Mit Beginn des Jahres 1927 wurde er Obertierarzt beim Schlachthof in Liegnitz. Im Februar 1931 wurde er zum Schlachthofdirektor in Hirschberg im Riesengebirge berufen. Im September 1938 erfolgte seine Berufung zum Schlachthofdirektor in Magdeburg und Ernennung zum Städtischen Oberveterinärrat. Im November 1939 legte er in München das Amtstierärztliche Examen ab. Am Zweiten Weltkrieg nahm er als Oberstabsveterinär der Reserve teil. Mit Kriegsende geriet er in Norwegen in Kriegsgefangenschaft, aus der er 1946 entlassen wurde. 1947 war er als Tierarzt in Brammesmoor bei Holzdorf (Schleswig-Holstein) tätig. Im März 1948 wurde er zum Schlachthofdirektor in Bochum ernannt.
Nach dem Zweiten Weltkrieg gehörte Rasenack zu den Experten für Schlachthofangelegenheiten in Deutschland. Durch Erstellen von Richtlinien und gutachterliche Tätigkeit nahm er entscheidenden Einfluss auf Schlachthofstruktur und -projekte in der gesamten Bundesrepublik.

## Schriften
- Wirkung von kochsalzhaltigem Fischmehl auf Schweine, 1925
- Richtlinien für Schlachthof-Bau und -Entwicklung, 1952
- Schutzmaßnahmen zur Versorgung mit Lebensmitteln tierischer Herkunft in Kriegszeiten unter Berücksichtigung der Einwirkung von ABC-Waffen. In: Veterinärwesen im zivilen Luftschutz, 1957
- Bau, Einrichtung und Betrieb von Schlacht- und Viehhöfen, 1960 (zusammen mit Hellmuth Hornung)
- Schlachthofgutachten – Auszug aus dem Gutachten zur Durchführung einer Untersuchung über Kapazität, Standort und Einordnung von Schlachthofanlagen in der Bundesrepublik einschließlich Berlin, 1968 (zusammen mit Walter Wowra)
- Gutachten: Möglichkeiten und Vorschläge zur Verbesserung der Struktur des kommunalen Vieh- und Schlachthofwesens in Nordrhein-Westfalen sowie zur Verbesserung der Schlachtviehverwertung der marktferneren Überschussgebiete des Landes, 1970 (zusammen mit Walter Wowra)
- Schlachthofe im Umbruch: Auf dem Wege zur Entwicklung des modernen Schlachthofes. In: Fleischwirtschaft, 55. Jahrgang, Heft 6, Juni 1975

## Auszeichnungen
- Eisernes Kreuz
- Verwundetenabzeichen
- Schlesisches Bewährungsabzeichen II. und I. Klasse
- Wiederholungsspange zum Eisernen Kreuz
- Kriegsverdienstkreuz (1939) II. und I. Klasse